# Lupinus brevior
Lupinus brevior är en ärtväxtart som först beskrevs av Jeps., och fick sitt nu gällande namn av Hugh Basil Christian och David Baxter Dunn. Lupinus brevior ingår i släktet lupiner, och familjen ärtväxter. Inga underarter finns listade i Catalogue of Life.